# Octomeria caldensis
Octomeria caldensis är en orkidéart som beskrevs av Frederico Carlos Hoehne. Octomeria caldensis ingår i släktet Octomeria och familjen orkidéer. Inga underarter finns listade i Catalogue of Life.